# Isthmohyla
Isthmohyla là một chi động vật lưỡng cư trong họ Nhái bén, thuộc bộ Anura. Chi này có 15 loài và 53% bị đe dọa hoặc tuyệt chủng.